# Délégation spéciale
La délégation spéciale est une délégation de plusieurs membres nommés par le préfet du département où se situe la commune afin d'assurer une continuité du pouvoir au niveau municipal. La délégation spéciale est mise en place lors d'une vacance de pouvoir, par exemple à la suite de la dissolution ou d'une démission d'un conseil municipal. Les pouvoirs de la délégation spéciale sont limités aux actes de pure administration et de gestion urgente. 

## Historique
La délégation spéciale est créée par la loi municipale du 5 avril 1884. Elle prévoit qu'en absence momentanée d'un conseil municipal une délégation spéciale, nommée initialement par décret du président de la République, gère provisoirement la commune. Dans les colonies françaises, c'est le gouverneur qui nomme la délégation spéciale. La délégation ne peut excéder trois citoyens dans les communes de moins de 35 000 habitants. Dans les villes qui dépassent ce nombre d'habitants, la délégation peut être portée à sept.
Au début de la Seconde Guerre mondiale et à la suite du Pacte germano-soviétique, de nombreux conseils municipaux dirigés par des membres du parti communiste français sont dissous par le dernier gouvernement de la IIIe République. 
Le régime de Vichy dissout les délégations spéciales qu'il considère composées de francs-maçons ou de résistants. Il met en place plusieurs délégations spéciales collaborationnistes. Considérant Marseille comme une ville instable, le régime de Vichy remplace le conseil municipal par une délégation spéciale le 20 septembre 1940. Les délégations spéciales causent parfois des tensions au sein des villages : à Vauvert, un boulanger ayant été nommé délégué spécial par le régime de Vichy en février, quitte le poste en avril car il avait perdu tous ses clients. 
Des délégations spéciales ont été mises en place vers la fin de la Seconde Guerre mondiale. Rennes et Fougères, par exemple, sont gouvernées par une délégation spéciale à partir d'août 1944.

## Droit
La délégation spéciale est organisée par plusieurs articles du code général des collectivités territoriales (CGCT), reprenant des articles de la Loi municipale de 1884, codifiée ensuite dans l'ancien code des communes. La délégation spéciale est définie comme « une administration provisoire gérant les affaires de la commune lorsque les pouvoirs de décision ne peuvent plus fonctionner ».
La délégation spéciale ne peut être créée qu'au sein d'une commune, comme le dispose l'article L.2121-35 du CGCT : « En cas de dissolution d'un conseil municipal ou de démission de tous ses membres en exercice, ou en cas d'annulation devenue définitive de l'élection de tous ses membres, ou lorsqu'un conseil municipal ne peut être constitué, une délégation spéciale en remplit les fonctions ».
Dans une région ou un département, le président du conseil régional ou du conseil départemental expédie les affaires courantes de la collectivité lorsque l'assemblée délibérante n'existe plus, avec l'accord du préfet de région. L'article L.4132-4 du CGCT dispose que : « En cas de dissolution du conseil régional, de démission de tous ses membres en exercice ou d'annulation devenue définitive de tous ses membres, le Président est chargé de l'expédition des affaires courantes. Ses décisions ne sont exécutoires qu'avec l'accord de représentant de l'État dans la région. Il est procédé à la réélection du conseil régional dans un délai de deux mois ». Les mêmes dispositions existent concernant les conseils départementaux (article L.3121-6 du CGCT) où « le président est chargé de l'expédition des affaires courantes ».
Par ailleurs, une délégation spéciale ne peut, pour des raisons pratiques et juridiques, voir le jour au sein d'un établissement public de coopération intercommunale (EPCI), puisque « le droit en vigueur ne permet pas de procéder à la dissolution ou à la suspension par décret d'un organe délibérant d'EPCI à fiscalité propre ». Ainsi, il est difficilement imaginable que toutes les communes d'un EPCI voient leurs élections municipales annulées en même temps ou que le conseil communautaire ne puisse être constitué.
L'installation d'une délégation spéciale au sein d'une commune, alors qu'elle ne s'impose pas dans une région ou un département, tient à plusieurs facteurs, tels que le statut d'officier d'état civil et d'officier de police judiciaire du maire et qu'il est donc primordial d'assurer la continuité du service public au sein de chaque commune de France même lors de circonstances exceptionnelles. La délégation spéciale permet de prétendre à un maximum de neutralité dans cette période transitoire.